# がめ煮

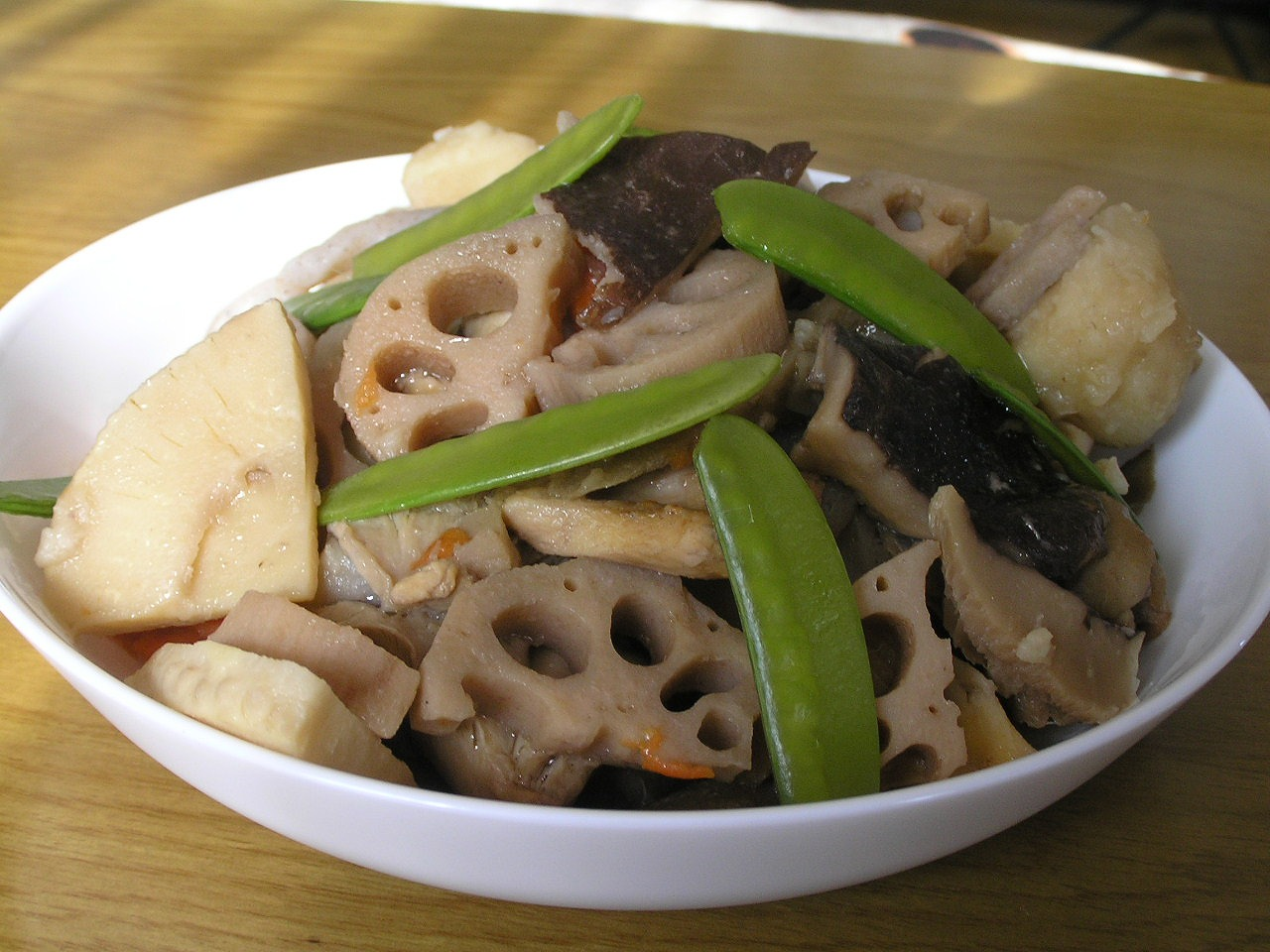
食卓に並んだがめ煮

がめ煮（がめに）は、福岡県の代表的な郷土料理。炒り鶏や筑前煮、筑前炊きとも呼ばれる。

## 概要
博多弁の「がめくり込む」（「寄せ集める」などの意）が名前の由来とも、文禄の役の時に、朝鮮に出兵した兵士が当時「どぶがめ」と呼ばれていたスッポンとあり合せの材料を煮込んで食べたのが始まりとも言われている。また、博多湾に多くいたカメを食材に用いていたことから亀煮から「がめ煮」と名づけられたとの説がある。
現在はスッポンではなく鶏肉を使うのが普通である。正月料理や祝いの席での料理として作られるほど地元では欠かせない味となっており、水炊きとともに農山漁村の郷土料理百選に福岡県の郷土料理として選ばれている。2006年の総務省の家計調査では、ゴボウの消費量は福岡市が全国1位となっており、がめ煮に使うことが影響していると考えられている。
鶏肉の消費は2008年の同調査では大分市とわずかな差で全国2位となっている。農林水産省「畜産物流通調査」(2008年）より、福岡県の食鳥肉の年間出荷数は全国で16位となっており、出荷量と消費量に関係はないとわかる。
福岡県久留米市では、2006年10月に策定した久留米市食料・農業・農村基本計画において、がめ煮を調理することのできる市民の割合を2014年度までに65％とする目標を立てている。
陸上自衛隊の戦闘糧食にがめ煮（筑前煮）が支給されることがある。

## 作り方
最初に具材を全て炒める。だし汁、シイタケの戻し汁、酒、醤油、みりん、砂糖を混ぜて鍋で煮立たせたところに、骨付き鶏肉を一口大に切ったものを入れてひと煮立ちさせる。その後、干し椎茸を戻したもの、コンニャク、アクを抜いたゴボウ、レンコン、ニンジン、ダイコン、茹で竹の子を一口大に切ったものなどを、固い野菜から順に入れ、全体が色づいてからサトイモを加えて野菜が柔らかくなるまで煮て汁気を飛ばして出来上がりとなる。なお、野菜は季節によって異なることがあるほか、福岡県福岡市の志賀島では、具材の種類が必ず奇数になるように作る風習がある。ショウガを加えたり、盛り付けたところにサヤエンドウを添えることもある。
かつては、鶏肉の代わりに「はいお（カジキマグロの角切り）」（博多）や、兎肉・皮くじら（筑紫平野）を入れることもあったという。また、精進料理の際は鶏肉の代わりに油揚げを入れたり（博多）、仏事には肉類を一切入れない（筑後地方）こともある。

## 呼称について
一般的に「筑前煮」は九州地方以外での呼称である。「筑前煮」の呼称は、公立の学校給食の普及により、郷土料理の一環として、全国に浸透した。家庭科の教科書では「鶏肉を炒りつけて煮る」ことから「炒り鶏（いりどり）」という名前で紹介されていることもある。